# Marcela Bovio
Marcela Alejandra Bovio García (Monterrey, 17 ottobre 1979) è una cantante e violinista messicana.
Conosciuta soprattutto in ambito rock e metal, Bovio vive e lavora nei Paesi Bassi dal 2008.

## Biografia

### Primi anni, Ayreon e Stream of Passion

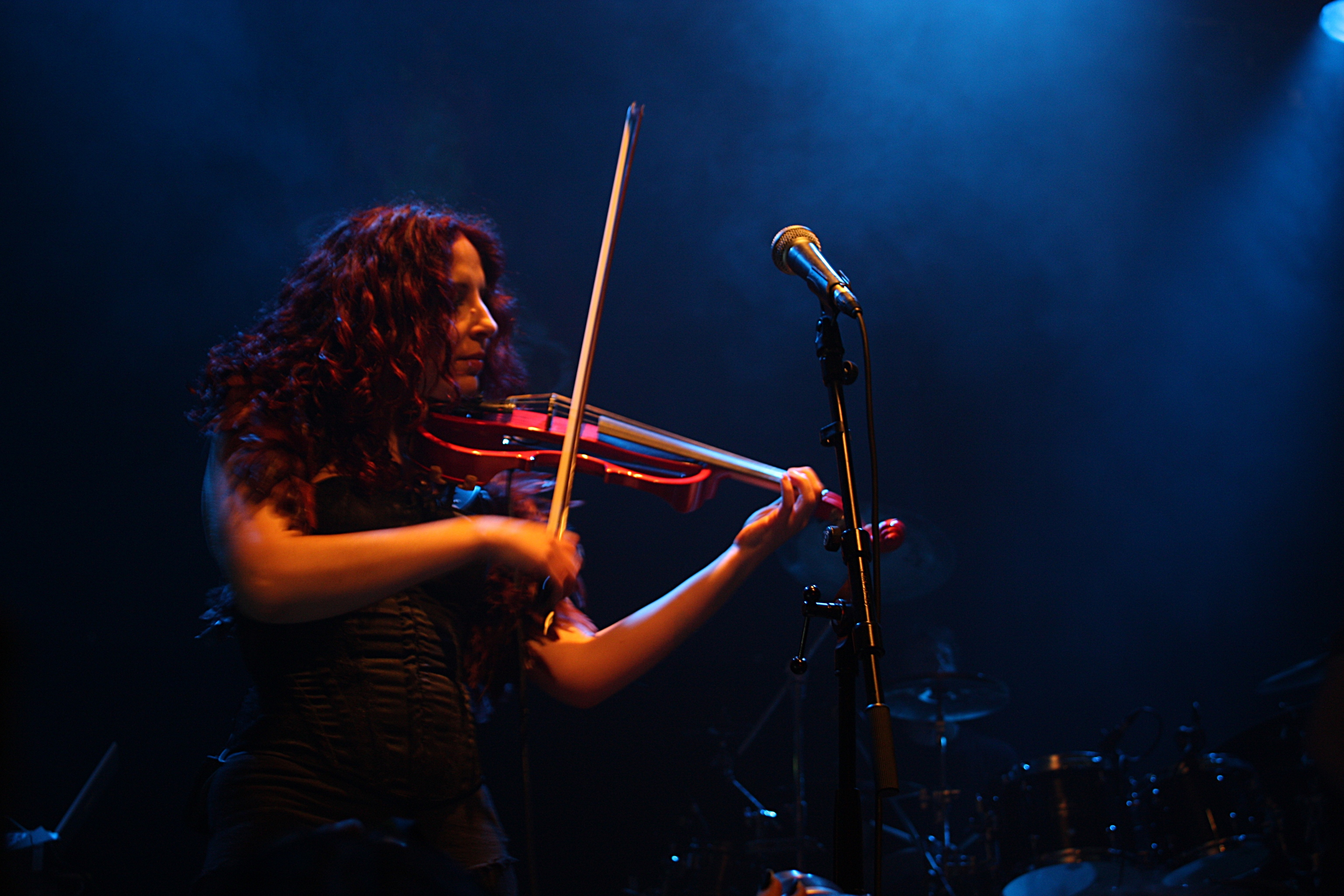
Bovio al violino

Bovio è entrata nel mondo della musica nel 1995, unendosi al gruppo heavy metal Hydra in qualità di cantante e violinista. Successivamente alla separazione dal gruppo, avvenuta nel 2001, Bovio ha co-fondato il gruppo rock sperimentale Elfonía, attivo fino al 2006.
Nel 2003 risponde ad un concorso indetto dal musicista olandese Arjen Anthony Lucassen, creatore del progetto musicale Ayreon, e viene quindi scelta per interpretare il personaggio di Wife nel concept album in forma di opera rock The Human Equation del 2004 e poi, nel 2016, nell'album dal vivo The Theater Equation. Bovio collaborerà ancora con gli Ayreon in ruoli minori, come quello di una delle Erinni nell'album del 2020 Transitus.
Nel 2005 Lucassen la include anche nel suo gruppo progressive metal Stream of Passion, con i quali pubblica l'album di debutto Embrace the Storm. Nel 2007 Lucassen lascia il progetto facendo sì che Bovio ne diventi la leader e una dei suoi principali compositori. Con l'album del 2009 The Flame Within le sonorità del gruppo hanno incluso anche elementi gothic rock/metal e symphonic metal e in seguito, con i successivi Darker Days (2011) A War of Our Own (2014), anche passaggi di musica latina (tango e flamenco). Gli Stream of Passion si sono separati amichevolmente nel dicembre 2016, dopo aver pubblicato un album video intitolato Memento, registrato durante un concerto ad Amstelveen il 2 settembre dello stesso anno e reso disponibile sia in formati audio sia come DVD.
Nell'autunno 2022 Marcela Bovio ha annunciato il ritorno degli Stream of Passion attraverso due concerti speciali che hanno poi avuto luogo Eindhoven l'8 e il 9 settembre 2023; sempre il 9 settembre è stato pubblicato l'EP Beautiful Warrior, composto da cinque brani.

### Carriera solista, MaYaN e Dark Horse White Horse
A partire dal 2014 Bovio ha intrapreso una collaborazione fissa con gli Epica in qualità di corista per i loro album The Quantum Enigma, The Holographic Principle e Omega e per il mini album The Alchemy Project.
Nel settembre 2016 ha pubblicato il suo primo album da solista, Unprecedented, nel quale la sua voce è stata accompagnata solo da un quartetto d'archi presentando così un chamber pop malinconico. Due anni più tardi ha pubblicato Through Your Eyes, i cui testi sono stati ispirati da storie di vita dei suoi fan e nel quale è stato usato anche il pianoforte.
Nel 2017 è entrata a far parte del gruppo symphonic death metal MaYaN in pianta stabile, dopo aver collaborato regolarmente con la band fin dal 2013. Intorno allo stesso periodo è entrata nella formazione dal vivo dei The Gentle Storm di Anneke van Giersbergen.
Nel 2018 pubblica con i MaYaN, attraverso l'etichetta Nuclear Blast, l'album Dhyana.
Nel dicembre 2019 dichiara di essere in cura da mesi per un tumore alla cervice uterina, dal quale guarirà nel maggio 2020: l'esperienza, dolorosa e traumatica, si è riversata nei testi dei brani che ha scritto per un gruppo fondato in quel periodo, i Dark Horse White Horse, dove figurano in formazione anche Jord Otto e Ruben Wijga. Le sonorità del gruppo presentano un progressive metal aggressivo, arricchito da influenze djent, elettroniche e orchestrali. Attraverso questo gruppo, Bovio ha pubblicato i singoli Black Hole (31 ottobre) e Judgment Day (4 dicembre), che hanno anticipato il primo EP, l'omonimo Dark Horse White Horse, uscito il 16 aprile 2021. L'8 luglio 2022 hanno pubblicato la versione sinfonica di Judgment Day.
Il 9 dicembre 2022 la cantante ha pubblicato l'EP A Song of Death, a Song of Pain, composto da due brani, tra cui il singolo Loneliness Anthem #2, presentato il 14 ottobre.

## Vocalità
Marcela Bovio si è inizialmente dedicata all'impostazione operistica, che ha studiato per circa dodici anni prima col baritono Oscar Martínez e poi col tenore Harry Ruijl, ed ha in seguito approfondito l'impostazione moderna pop rock attraverso la Complete Vocal Technique e l'Estill Voice Method (conosciuto come Voicecraft), diplomandosi infine come insegnante di canto presso l'Universal Voice Institute. Bovio sa anche usare le tecniche di canto death come il growl e lo scream. La sua estensione vocale supera le tre ottave, dal Do2 (o C3) al La5 (o A6), anche se ha dimostrato di saper arrivare anche al registro di fischio: ciò le permette di essere molto versatile, passando da momenti delicati ed eterei ad altri più graffianti e grintosi, sempre con particolare attenzione all'espressività e all'interpretazione dei testi; per questi motivi è considerata fra le cantanti migliori in ambito rock e metal.
Oltre a essere una cantautrice, è anche un'insegnante di canto presso lo Universal Voice Institute di Amsterdam e presso la Metal Factory di Eindhoven.

## Discografia

### Da solista
Album in studio
- 2016 – Unprecedented
- 2018 – Through Your Eyes

EP
- 2022 – A Song of Death, a Song of Pain

### Con gli Hydra
- 1999 – Bosquejo (EP)

### Con gli Elfonía
- 2003 – Elfonía
- 2005 – This Sonic Landscape

### Con gli Stream of Passion
Album in studio
- 2005 – Embrace the Storm
- 2009 – The Flame Within
- 2011 – Darker Days
- 2014 – A War of Our Own

Album dal vivo
- 2016 – Memento

EP
- 2023 – Beautiful Warrior

### Con i MaYaN
- 2018 – Dhyana

### Con i Dark Horse White Horse
- 2021 – Dark Horse White Horse (EP)

### Collaborazioni
- 2004 – Ayreon – The Human Equation
- 2005 – Ayreon – The Final Experiment: Special Edition
- 2013 – ReVamp – Wild Card
- 2014 – MaYaN – Antagonise
- 2014 – Epica – The Quantum Enigma
- 2016 – Ayreon – The Theater Equation
- 2016 – Epica – The Holographic Principle
- 2018 – Ayreon – Ayreon Universe: Best of Ayreon Live
- 2020 – Ayreon – Electric Castle Live and Other Tales
- 2020 – Ayreon – Transitus
- 2021 – Epica – Omega
- 2022 – Epica – The Alchemy Project